# Недолгое счастье Фрэнсиса Макомбера
«Недолгое счастье Фрэнсиса Макомбера» (англ. The Short Happy Life of Francis Macomber) — рассказ Эрнеста Хемингуэя, вышедший в 1936 году.

## История публикации
Рассказ впервые был напечатан в 1936 году в сентябрьском номере журнала Cosmopolitan и в 1938 году вошёл в сборник «Пятая колонна и первые 49 рассказов». Критик Марк Спилка полагает, что роман «Персиваль Кин» послужил вдохновением для части рассказа Хэмингуэя «Недолгое счастье Фрэнсиса Макомбера».

## Персонажи
- Фрэнсис Макомбер (англ. Francis Macomber) — состоятельный американец, приехавший со своей женой на сафари. «Его считали красивым. […] Ему было тридцать пять лет, он был очень подтянутый, отличный теннисист, несколько раз занимал первое место в рыболовных состязаниях».
- Маргарет Макомбер (англ. Margaret Macomber) — жена Фрэнсиса Макомбера. «Это была очень красивая и очень холёная женщина; пять лет назад её красота и положение в обществе принесли ей пять тысяч долларов, плата за отзыв (с приложением фотографии) о косметическом средстве, которого она никогда не употребляла. За Фрэнсиса Макомбера она вышла замуж одиннадцать лет назад».
- Роберт Вилсон (англ. Robert Wilson) — профессиональный охотник. «Он был среднего роста, рыжеватый, с жёсткими усами, красным лицом и очень холодными голубыми глазами, от которых, когда он улыбался, разбегались весёлые белые морщинки».

## Сюжет

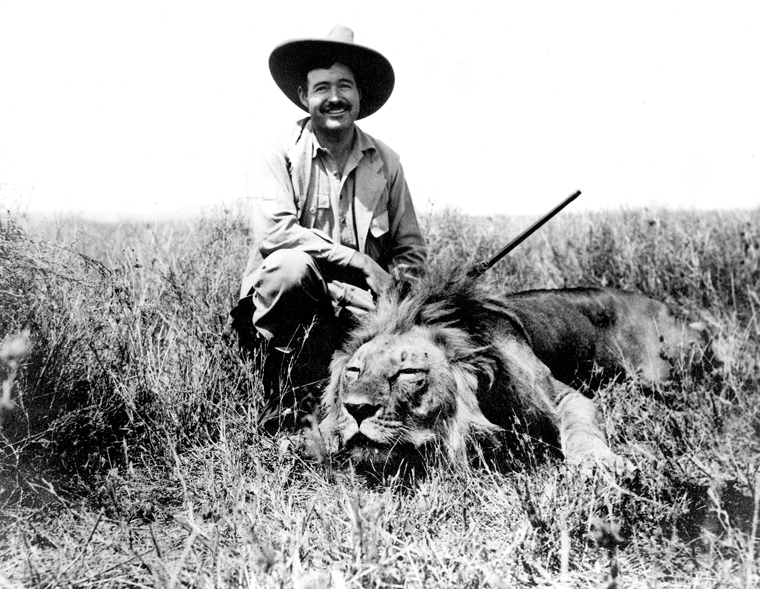
Эрнест Хемингуэй на сафари, 1934 год.

Состоятельная американская супружеская пара приехала в Африку на сафари. Однако, во время охоты на льва, Фрэнсис Макомбер сплоховал, — на глазах своей супруги он струсил, и, вместо того, чтобы добить раненого зверя, вне себя от страха, сбежал. Сопровождавший их охотник Вилсон застрелил льва. После этой охоты все трое чувствуют себя очень неловко. Им предстоит ещё охота на буйволов, а Фрэнсису и Маргарет придётся по-прежнему жить вместе после этого случая.
Ситуация очень неприятная и напряжённая, Маргарет не выражает сочувствия своему мужу, и начинает оказывать нарочитые знаки внимания Вилсону.
В рассказе эпизод неудачной охоты на льва описывается более подробно. Фрэнсис сделал по льву четыре выстрела, но из-за волнения попал только два раза, серьёзно ранив зверя, но при этом не попав, как полагается, в кость. Раненый лев залёг в очень неудачном для продолжения охоты месте. Теперь Фрэнсису нужно добить животное. Однако, он уже не хочет продолжать охоту — ему страшно. Тем не менее, Вилсон уговаривает его довести до конца начатое дело. Раненый лев кидается из высокой травы на преследователей и Фрэнсис вне себя от страха сбегает. Вилсон хладнокровно, тремя выстрелами, добивает зверя. Маргарет Макомбер всё видит и вместо выражения сопереживания крайне расстроенному мужу, неожиданно целует в губы Роберта Вилсона.
Следующей ночью Марго приходит на два часа в палатку Вилсона. Во время её возвращения Фрэнсис просыпается и понимает, что жена, практически не скрываясь, переспала с Вилсоном. Сам же Вилсон не чувствует за собой вины: «Ну и следил бы за женой получше. Что он воображает, что я святой? Следил бы за ней получше. Сам виноват», и особо не опасается ревности Макомбера, видя, что у пары отношения разваливаются на глазах.
Взаимоотношения этих троих становятся ещё более напряжёнными, — после всего произошедшего им предстоит охотиться на буйволов. Вилсон хочет оставить Марго в лагере, однако она настаивает на своём присутствии на охоте.

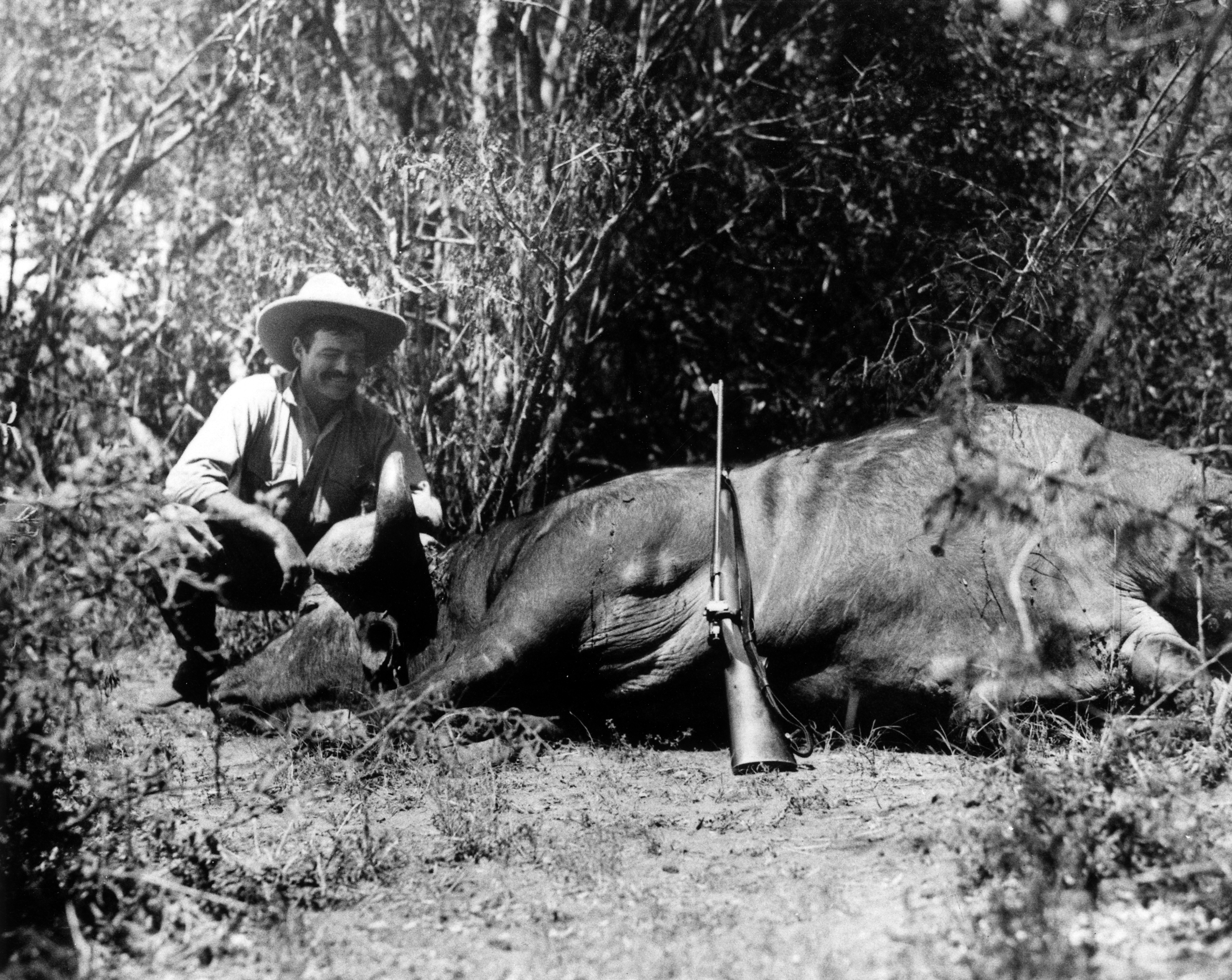
Эрнест Хемингуэй на сафари, 1933 год.

Охота на буйволов неожиданно удалась. Фрэнсис Макомбер в полной мере ощутил охотничий азарт, пьянящий прилив адреналина, желание продолжать охоту. Фрэнсис самостоятельно застрелил самого большого буйвола, и ещё двух — с помощью Вилсона.
— Знаете, я бы с удовольствием ещё раз поохотился на льва, — сказал Макомбер. — Я их теперь совсем не боюсь. В конце концов, что они могут сделать?

— Правильно, — сказал Уилсон. — В худшем случае убьют вас. Как это у Шекспира? Очень хорошее место. Сейчас вспомню. Ах, очень хорошее место. Одно время я постоянно его повторял. Ну-ка, попробую: «Мне, честное слово, всё равно; смерти не миновать, нужно же заплатить дань смерти. И, во всяком случае, тот, кто умер в этом году, избавлен от смерти в следующем» Хорошо, а?
В это время один из боев сообщает, что самый крупный буйвол сумел подняться и спрятаться в укрытие. Таким образом, вчерашняя ситуация со львом неожиданным образом повторяется, и Макомберу опять необходимо добить крайне опасного раненого зверя. Но Фрэнсис, к своему удивлению, теперь не чувствует никакого страха. Он сам замечает в своём характере изменения, и, кажется, эти изменения совсем не радуют его жену, которая привыкла помыкать слабовольным богатым супругом.
Кроме этого, после вполне объяснимых неприязненных отношений, между Макомбером и Вилсоном вдруг возникает какая-то симпатия и общность, вызванная совместными переживаниями от удачной охоты, от вида испуганной Марго и понимания всех тонких психологических нюансов отношений между тремя героями рассказа.
Марго остаётся наблюдать из машины, а Вилсон, Макомбер и один из боев отправляются добивать буйвола. Зверь бросается в атаку и Макомбер бесстрашно, не отступая ни на шаг, продолжает стрелять в несущегося на него разъярённого буйвола. В момент, когда уже несколько раз раненое, но по-прежнему очень опасное животное, практически достигает Фрэнсиса, Марго из автомобиля тоже стреляет и попадает… точно в затылок мужу.
Рассказ заканчивается такими строками:
— Ну и натворили вы дел, — сказал он совершенно безучастно. — А он бы вас непременно бросил.

— Перестаньте, — сказала она.

— Конечно, это несчастный случай, — сказал он. — Я-то знаю.

— Перестаньте, — сказала она.

— Не тревожьтесь, — сказал он. — Предстоят кое-какие неприятности, но я распоряжусь, чтобы сделали несколько снимков, которые очень пригодятся на дознании. Ружьеносцы и шофёр тоже выступят как свидетели. Вам решительно нечего бояться.

— Перестаньте, — сказала она.

— Будет много возни, — сказал он. — Придется отправить грузовик на озеро, чтобы оттуда по радио вызвали самолет, который заберёт нас всех троих
в Найроби. Почему вы его не отравили? В Англии это делается именно так.

— Перестаньте! Перестаньте! Перестаньте! — крикнула женщина.

Уилсон посмотрел на неё своими равнодушными голубыми глазами.

— Больше не буду, — сказал он. — Я немножко рассердился. Ваш муж только-только начинал мне нравиться.

— О, пожалуйста, перестаньте, — сказала она. — Пожалуйста, пожалуйста, перестаньте.

Так-то лучше, — сказал Уилсон. — Пожалуйста — это много лучше. Теперь я перестану.

## Экранизации
- 1947 — Дело Макомбера — фильм режиссёра Золтана Корда.